# American Fuchsia Society

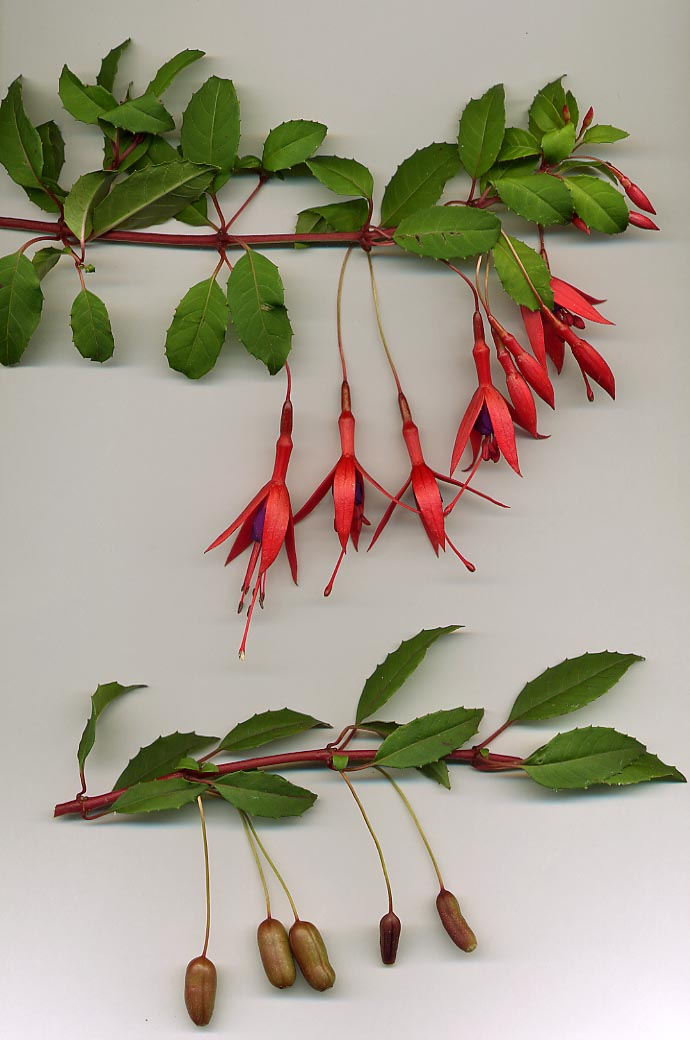
Fuchsia magellanica

Die American Fuchsia Society ist die weltweit älteste Institution, die sich die Förderung der Fuchsienkultur zum Ziel gesetzt hat. Sie wurde 1929 im US-amerikanischen Bundesstaat Kalifornien gegründet. 
Die Gründung der American Fuchsia Society fiel in eine Zeit, in der die europäische Fuchsienzucht infolge des Ersten Weltkriegs und der danach folgenden Wirtschaftskrise darnieder lag. Seitdem der Paulaner-Pater und Botaniker Charles Plumier 1695 die Fuchsia triphylla in Santo Domingo entdeckt und 1703 seine Entdeckung publizierte, hatte man sich in Europa für diese neue Pflanzengattung begeistert. Europa war in der Zucht und der Kultur dieser Pflanze führend gewesen und insbesondere im 19. Jahrhundert hatten verschiedene Botaniker und Forschungsreisende wie beispielsweise William Lobb und Karl Theodor Hartweg teilweise im Auftrag der Royal Horticultural Society gezielt nach neuen Arten dieser Gattung gesucht. Die europäische Fuchsieneuphorie endete aber 1914 mit dem Ausbruch des Ersten Weltkriegs, als sich die Gärtnereien auf den Anbau von Obst und Gemüse konzentrierten und Kohle für die Beheizung der Glashäuser nicht mehr zur Verfügung stand.
Viele Regionen Kaliforniens waren dagegen für die Kultur von Fuchsien besonders geeignet. In den Regionen, in denen ein mildes Klima vorherrschte, das während Winter und Sommer kaum schwankte, und in denen aufgrund der Nähe zur Küste eine hohe Luftfeuchtigkeit herrschte, war es möglich, die Fuchsien als Gartenziersträucher zu kultivieren.
Nachdem 1929 die American Fuchsia Society gegründet wurde, sendete sie bereits 1930 eine dreiköpfige Delegation nach Großbritannien, die dort Fuchsienarten und -sorten aus verschiedenen Sammlungen erwarb. Stecklinge und Samen von 51 unterschiedlichen Sorten wurden in zwei getrennten Sendungen jeweils zur Universität von Kalifornien und zu einer bekannten kalifornischen Großgärtnerei gesendet. 48 Pflanzen überlebten die lange Seereise. Sie ermöglichten eine intensive Fuchsienzucht in Nordamerika. Die American Fuchsia Society ist seitdem die internationale Registrierungsstelle für neue Fuchsiensorten. Dabei wird der Name des Züchters, die Elternpflanzen, die Farbe und Form der Blüte, die Wuchsform und andere wichtige Einzelheiten aufgezeichnet. 